# Мир (Новокузнецький район)
Мир (рос. Мир) — селище у складі Новокузнецького району Кемеровської області, Росія. Входить до складу Загорського сільського поселення.
Стара назва — Огородне.

## Населення
Населення — 572 особи (2010; 618 у 2002).
Національний склад (станом на 2002 рік):
- росіяни — 88 %